# Reducció logarítmica
La reducció logarítmica és una mesura de com un procés de descontaminació redueix la concentració d'un contaminant. Es defineix com el logaritme decimal de la divisió entre els nivells de contaminació abans i els de després del procés, per la qual cosa un increment d'1 correspon a una reducció de la concentració d'un factor de 10. En general, una reducció log-n significa que la concentració de les substàncies contaminants restants és de només una desena part de l'original. Així, per exemple, una reducció log-0 no és cap reducció, mentre que una reducció de log-1 correspon a una reducció del 90% de la concentració original, i una reducció de log-3 correspon a una reducció del 99,9% de la concentració original.